# Carlos Canal
Carlos Canal Blanco (Xinzo de Limia, 28 giugno 2001) è un ciclista su strada e ciclocrossista spagnolo che corre per la Movistar Team; è professionista dal 2020.

## Palmarès

### Cross
- 2017-2018

Abadinoko Udala Saria Ziklokrosa (Abadiano), Junior
Campionati spagnoli, Junior
- 2018-2019

Trofeo San Andrés (Ametzaga-Zuia, Junior
Campionati spagnoli, Junior

### Strada

#### Altri successi
- 2022 (Euskaltel-Euskadi)

Classifica scalatori Tour de Bretagne

## Piazzamenti

### Grandi Giri
- Vuelta a España

2021: 106º
2022: 83º
2024: 70º

### Classiche monumento
- Milano-Sanremo

2024: 49º
2025: 31º
- Giro delle Fiandre

2024: 77°
2025: 51º
- Liegi-Bastogne-Liegi

2024: ritirato

### Competizioni mondiali
- Campionati del mondo di ciclocross

Valkenburg 2018 - Junior: 63º
Bogense 2019 - Junior: 7º
Dübendorf 2020 - Under-23: ritirato
- Campionati del mondo su strada

Glasgow 2023 - In linea Under-23: 11º

### Competizioni europee
- Campionati europei di mountain bike

Cechia 2019 - Team Relay: 5°